# Гладченко, Трифон Федорович
Гладченко Трифон Федорович (1890/91 — 1920) — один из атаманов Холодноярской республики, активист Диёвской «Просвиты».

## Ранние годы
Родился в 1890 (в других источниках 1891) году на хуторе Чувилина возле села Сурско-Михайловки (ныне Солонянского района Днепропетровской области) в семье зажиточного крестьянина.
После Сурско-Михайловского двухклассного училища учился в Новобугской учительской семинарии. За нежелание подчиниться общеобязательным правилам семинарской жизни (выступил против исключения из семинарии своего одноклассника) решением педагогического совета от 12 мая 1909 года также исключен. Позже, после рождения детей, ему разрешили сдать экзамены за семинарию экстерном.
Работал учителем. Руководил драматическим кружком в Диёвке под Екатеринославом. Ставил пьесы Карпенко-Карого, принимал активное участие в деятельности общества «Просвита». Затем, до Первой мировой войны, работал сельским учителем на Волыни .
На фронте дослужился до поручика, в ходе национально-освободительной борьбы 1917–1921 стал одной из самых заметных фигур освободительного движения на Екатеринославщине. Создал крупный повстанческий отряд, стал одним из атаманов Холодноярской республики. Бойцом отряда, в частности, был репрессированный украинский писатель Мыкола Минько (1902-1937), отразивший виденное в одном из своих рассказов "Перед наступлением".

## Атаман Вольно-повстанческой группы
Известный исследователь повстанческого движения Роман Коваль пишет о Трифоне Гладченко: «Участник восстания атамана М. Григорьева (май-июль 1919 года). Был командиром повстанческого батальона, подчиненного Нестору Махно. Хотя последний не доверял Гладченко, считая его „петлюровцем“. В ноябре 1919 года — заместитель атамана Екатеринославского коша, впоследствии — атаман Вольноказацкой повстанческой группы Екатеринославщины. Называл себя анархистом, но ни к одной анархистской организации не принадлежал. В конце 1920 года его отряд насчитывал около 2 тысяч воинов».
Трагически погиб от рук чекистов в нынешнем Солонянском районе. После его гибели осталось трое детей.

## Память
- В г. Днепре существует улица Трифона Гладченко.

## Ссылка
- Чабан Микола . Гладченко Трифон Федорович на сайте «gorod.dp.ua»
- Чабан Микола. Гладченко Трифон Федорович на сайте «pavlogradruth.narod.ru»